# آرثر بلاكبيرن (سياسي)
آرثر بلاكبيرن (بالإنجليزية: Arthur Blackburn)‏ هو سياسي أسترالي، ولد في 25 نوفمبر 1892 في أستراليا، وتوفي في 24 نوفمبر 1960 في نفس البلد.